# Muncimir
Muncimir bio je knez Primorske Hrvatske od 892. do 910. godine.

## Životopis
Započeo je vladati između oko 892. godine te je vladao do oko 910. godine. U ispravi iz 892. istaknuo je svoje nasljedno pravo na vlast, navodeći kako sjedi na očinskome prijestolju. Od prethodnika Branimira naslijedio je jaku državu te u svojoj ispravi nije isticao nekoga stranoga vladara kao vrhovnika.
Nosio je naslove „dux Croatorum” i „princeps”. U vladarskoj ispravi iz 892. zapisana je presuda u sporu oko crkve sv. Jurja na Putalju između ninskoga biskupa i splitskoga nadbiskupa. Presudu u navedenom sporu donio je Muncimir u Bijaćima kraj Trogira, gdje je bilo njegovo sjedište. Muncimir je imao organizirani dvor te se među ostalima spominju dvorski župan Budimir, konjušnik Prvan, buzdovnik Prusna, štitonoša Tugina, tri komornika: Boledrag, Kresamislav i Stjepan, peharnik Želided, glavar hrvatskih samostana Žitelj i neki župani. Također se spominje i na natpisu iz crkve sv. Luke u Uzdolju kod Knina iz 895. godine.
Muncimir se uključio u bugarsko-srpski sukob te je na svoj dvor primio odbjegloga srpskog kneza Petra Gojnikovića, a zatim i Pribislava Mutimirovića.
Naslijedio ga je Tomislav, iako ne postoji sigurnost o njihovim rodbinskim vezama.